# Quintus Tineius Sacerdos (Konsul 158)
Quintus Tineius Sacerdos (Clemens?) war ein römischer Politiker und Senator des 2. Jahrhunderts n. Chr.
Sacerdos stammte wahrscheinlich aus Volaterrae, einer Stadt in Etrurien. Jedoch kann sich Sarcerdos auch in Side in Pamphylien niedergelassen haben, wo er als Patron geehrt wurde. Er war wohl ein Sohn des Quintus Tineius Rufus, der im Jahr 127 Konsul gewesen war. Sarcerdos war verheiratet mit Volussia La(o)dice.  Seine Söhne waren Quintus Tineius Rufus, Konsul 182, Quintus Tineius Clemens, Konsul 195, und Quintus Tineius Sacerdos, Konsul 192 und 219.
Durch Militärdiplome, die z. T. auf den 6. und auf den 27. Februar 158 datiert sind, ist belegt, dass Sacerdos im Jahr 158 zusammen mit Sextus Sulpicius Tertullus ordentlicher Konsul war. Sacerdos war auch Pontifex.